# Řád 20. srpna
Řád 20. srpna (francouzsky: Ordre du 20 Août) je státní vyznamenání Senegalské republiky založené roku 1960.

## Historie a pravidla udílení
Řád byl založen dne 2. října 1960. Pojmenován je po dni, kdy se v Senegalu slaví Den nezávislosti. Uděluje se v jediné třídě za zásluhy o hnutí usilující o zisk nezávislosti a za osvobození senegalského lidu. Řád se nosí nalevo na hrudi.

## Insignie
Řádový odznak má tvar stříbrné pěticípé hvězdy. Uprostřed je medailon zobrazují státní znak Senegalu, který byl používán v letech 1960 až 1965. Znak sestával ze stojícího lva, nad kterým byla pěticípá hvězda. Na zadní straně odznaku je nápis ve francouzštině UNE PEUPLE • UN BUT • UNE FOI (jeden národ, jeden cíl, jedna víra).
Stuha je červená s černým pruhem uprostřed.